# Amtsgericht Fronhausen
Das Amtsgericht Fronhausen war ein Amtsgericht mit Sitz in Fronhausen im heutigen hessischen Landkreis Marburg-Biedenkopf.

## Geschichte
Mit Edikt vom 29. Juni 1821 wurden in Kurhessen Verwaltung und Justiz getrennt. Nun waren Justizämter für die erstinstanzliche Rechtsprechung zuständig. Der Amtsbereich des Justizamtes Fronhausen setzte sich aus den Gebieten der ehemaligen Ämter Fromhausen und Treis sowie dem Gericht Nordeck zusammen.  In Treis wurde ein Assistenzamt eingerichtet, das 1833 als eigenständiges Justizamt Treis ausgegliedert wurde. Dazu gehörten Treis an der Lumda und die Orte und Gerichts Nordeck (Nordeck, Wermertshausen und Winnen).
Nach dem Deutschen Krieg wurde Kurhessen von Preußen annektiert. Das Justizamt wurde 1867 aufgehoben und als Amtsgericht Fronhausen weitergeführt. Es war nun dem Kreisgericht Marburg zugeordnet.
Mit Wirkung zum 1. Oktober 1902 wurden Rodenhausen, Seelbach, Rollshausen und Lohra vom Bezirk des Amtsgerichts Fronhausen abgetrennt und dem Amtsgericht Gladenbach zugelegt.
1943 wurde das Amtsgericht Fronhausen kriegsbedingt stillgelegt und nach dem Krieg nicht wieder eröffnet. Es wurde zunächst als Zweigstelle des Amtsgerichts Marburg geführt und 1948 endgültig aufgelöst. Der Gerichtsbezirk wurde dem Amtsgericht Marburg zugeschlagen.

## Instanzenzug
Dem Gericht war als zweitinstanzliches Gericht das Landgericht Marburg übergeordnet (das zunächst ab 1821 als Kurfürstliches Obergericht und ab 1867 als preußisches Kreisgericht benannt war).

## Das Gerichtsgebäude
Zwischen 1821 und 1907 nutzte das Gericht die Räume des heutigen Hauses Bahnhofstraße 6 als Gerichtsgebäude. Nachdem 1907 der Neubau bezogen wurde, richtete der preußische Staat in diesem Haus Dienstwohnungen für zwei Beamte des Gerichtes ein. Heute ist das Haus in Privatbesitz und dient Wohnzwecken.

Um die Jahrhundertwende erwarb das Justizministerium ein größeres Grundstück mit heutiger Adresse Marburger Straße 15 zum Bau eines neuen Amtsgerichtes. 1905 bis 1907 wurde das Gerichtsgebäude erbaut. Teil des neuen Hauses war eine Dienstwohnung für den Richter, ein Amtsgerichtsgefängnis und ein Stall.
Nach der Schließung der Gerichtes wurde das Haus zu gewerblichen und zu Wohnzwecken vermietet, bis es 1981 verkauft wurde. 1982 bis 2012 wurde das Haus als Bildungs- und Freizeitstätte genutzt.

## Richter
Folgende Richter wirkten am Gericht:
- 1821–1826: Justizbeamter Karl Friedrich Strohmeyer
- 1826–1862: Justizbeamter Johann Adam Amelung
- 1862–1867: Justizbeamter Julius Dieterich
- 1867–1874: Amtsrichter Julius Dieterich (ab 1874: Oberamtsrichter)
- 1874–1883: Amtsrichter Rudolf Fenner (ab 1877: Oberamtsrichter; ab 1879: Amtsgerichtsrat)
- 1883–1911: Amtsrichter Johann Ernst Henkel (ab 1897: Amtsgerichtsrat; ab 1911: Geheimer Justizrat)
- 1911–1936: Amtsrichter Karl von Baumbach (ab 1914: Amtsgerichtsrat)
- 1936– ?   : Amtsrichter Karl Heinrich Götz

Karl Heinrich Götz leistete ab 1940 Kriegsdienst. Seine Aufgabe wurde durch wechselnde Vertretungen wahrgenommen. Nach dem 15. Juni 1943 wurde das Gericht nicht mehr eröffnet.